# 豊野村 (岡山県)
豊野村（とよのそん）は、岡山県上房郡にあった村。現在の加賀郡吉備中央町の一部にあたる。

## 地理
宇甘川の上流左岸と、同支流・矢野川、竹谷川の流域に位置していた。
- 山岳：大平山[2]

## 歴史
- 1875年（明治8年）上房郡矢野村、岩村が合併して豊野村が成立[2]。
- 1889年（明治22年）6月1日、町村制の施行により、上房郡豊野村、稔村が合併して村制施行し、豊野村が発足[1][2]。旧村名を継承した豊野、稔の2大字を編成[2]。
- 1955年（昭和30年）2月1日、上房郡上竹荘村・下竹荘村・吉川村、吉備郡大和村と合併し賀陽町を新設して廃止された[1][2]。合併後、大字稔は竹荘と改称し、賀陽町大字豊野・竹荘となった[2]。

## 産業
- 農業[2]